# Прабългари
 Тази статия е за група средновековни племена.  За българския етнос вижте Българи.  За други значения вижте Волжки българи.
Прабългарите (също първобългари, тюркобългари, или хунобългари) са група полуномадски племена, които се появяват за пръв път в историята в Източна Европа през късната античност. Приема се, че част от тях участват в известна степен в етногенезиса на съвременните българи, както и в този на днешните волжки татари, чуваши и на балкарците. Прочути са като отлични конни воини, докато техният произход според повечето изследователи може да бъде проследен до Централна Азия.
Смята се, че прабългарският племенен съюз се образува през II-VI век от спойката на разнородни етно-лингвистични елементи – ирански, угърски, тюркски и енисейски племена, като социалният елит е тюркски и произлиза от огурските племена в зоната на границата между Южен Сибир и Северна Монголия. Сведенията за езика на прабългарите са оскъдни, но повечето лингвисти го причисляват към групата на тюркските огурски езици.
През 480 г. те са наети от Византийската империя да се бият срещу остроготите. Привлечени от богатствата на Византия, някои прабългарски племена, най-вече кутригурите, непрекъснато нападат дунавските провинции на империята в следващите десетилетия. Около 560 г. се появяват аварите които побеждават прабългарските племена. Така те ги поставят във васална зависимост спрямо Западнотюркският хаганат. Обединени под управлението на Кубрат, прабългарите се освобождават и създават в Понтийско-Каспийската степ държава известна на Византия като Стара Велика България. След смъртта на Кубрат държавата му се разпада под ударите на хазарите.
В резултат на тези събития неговите петима синове поемат в различни посоки. Най-големият от тях, Батбаян, остава в степите северно от Азовско море и е подчинен от Хазарския каганат. Петият от синовете, Алцек, мигрира в Италия, а четвъртият – Кубер, се присъединява към аварите в Панония. Котраг, вторият син на Кубрат, мигрира към средното течение на река Волга, където основава Волжка България която просъществува до 13. век когато е покорена от монголската Златна орда. Третият син, Аспарух, мигрира към устието на р. Дунав и завзема Малка Скития, откривайки за прабългарите път към Долна Мизия, където те създават Първата българска държава, която съществува до 11 век, когато е завладяна от Византия.

## Етноним
Прабългарите са наричани от ранносредновековните византийски, латински и арменски летописци с различни имена като: българи, кутригури, утигури, скити, мизи, хуни и др. Формата „прабългари“, както и алтернативните „протобългари“, „първобългари“, „древни българи“, "тюркобългари" и „хунобългари“, се използват в съвременната историография за да се разграничи ранносредновековният народ от формиралия се по-късно съвременен български етнос.
За произхода на името „българи“ има множество различни хипотези, една от тях го свързва с тюркския корен bulga- „смесвам“, „разбърквам“, тоест смесен народ. На същата основа възниква и предположението, че „булгар“ означава „бунтовник, метежник, размирник“. Според друго обяснение „булгар“ може да произлиза от булга, наименованието на разпространен в Средна Азия и Сибир подвид на белките, който е възможно да е бил тотемно животно на прабългарите. Привърженици на хипотезата за ирански произход на прабългарите (вижте по-долу) свързват името с думи от осетински (бългерон – „човек, който живее в покрайнината“) или пущунски (булгар – „човек, обитаващ отвъд планината“). Други хипотези, като цяло отхвърляни в наши дни, извеждат името от митичен прародител, наименованието на реките Волга и Буг и други.

## Произход
С произхода на прабългарите се занимава прабългаристиката. Съществува една водеща в световната историография традиционна теория за тюркския им произход и една нова и приета главно в България иранска хипотези за него. Редица световни учени ги смятат за тюркски племена. Първоначално те имат едно монголоидно ядро, вероятно на територията на Северна Монголия и Южен Сибир. По-късно започват да се движат на запад като постепенно се смесват с европеидни расови типове от северноирански тип или т. нар. памиро-ферганска раса от средноазиатското междуречие. Така те се появяват в Понтийско-Каспийската степ през 4 век, където се смесват и с хуните. Според спорната иранска хипотеза, прабългарите са ирански племена от западните райони на Средна Азия – Памир и Хиндукуш, вероятно увлечени от миграцията на хуните. Друга теза застъпва смесеното им формиране като народ. Същевременно всяко от първите две схващания включва и участието като влияния, асимилиране и т.н. на население определяно за доминиращо от другата теза. Всъщност разликата между тях не е само в спора дали прабългарите са основно иранци или тюрки, а кое е първичното.
Най-ранният европейски източник, споменаващ прабългарите е т.нар. „Анонимен римски хронограф“ – списък изброяващ племена и народи, написан на латински през 354 г. от неизвестен летописец. Прабългарите според него населявали земите около Каспийско, Азовско и Черно море, стигайки на юг до предпланините на Кавказ. Според някои съвременни български изследователи, данни за по-ранно присъствие на прабългарите в Европа (2 век сл. Хр.) се съдържат в някои латински версии на географски карти на Птолемей, където те са показани (под етнонима ‘Буленсии’) като обитаващи територията край северозападния бряг на Черно море източно от река Аксиакус (Южен Буг), но тези тълкувания са спорни.
Лонгобардският историк Павел Дякон в неговата „История лонгобардикум“ пише, че прабългарите убиват първия лонгобардски крал Агелмунд (което е станало през 439 г. на територията на днешна Словакия).
Мовсес Хоренаци, арменски историк от 5 век, съобщава, че при управлението на арменския цар Вагаршак прабългари преминават Кавказ и се заселват в североизточната част на днешна Турция. Това сведение предизвиква противоречиви коментари, тъй като Вагаршак управлява в средата на 2 век пр.н.е. Докато някои автори отричат достоверността на съобщението, други, основавайки се главно на него, приемат, че прабългарската племенна група се формира северно от Кавказ, преди пристигането на хуните. Някои автори обясняват противоречието с грешка в текста, като приемат, че правилното име на царя е Аршак III (управлявал през 392 – 396 г.) и свързват съобщението с известния поход на хуните в Армения през 395 – 397 г.
Ранни сведения за присъствие на прабългарите в Тракия в 5 век дава по-късен текст на Йоан Антиохийски. Според него остготите нападат Империята и през 479 г. император Зенон за пръв път се съюзява с прабългарите намиращи се тук за помощ срещу готите. Друг европейски източник, отнасящ се до прабългарите (Βούλγαροι, Bulgari), е хрониката на Енодий Падуански (починал 521 г.). Той, както и Касиодор, говори за победа на остготския крал Теодорих Велики в Срем срещу прабългари, воюващи в съюз с Византийската империя около 485 г. През следващите сто години византийските автори (Прокопий Кесарийски, Агатий, Менандър) не използват името „българи“. Вместо това на мястото на бъдещата Велика България се появяват кутригури и утигури, вероятно два клона на прабългарите. Споменавания на прабългарите се появяват отново в края на 6 век, когато е образувана Велика България. Във византийските текстове наименованията българи, кутригури и утигури се използват като заменяеми с хуни. Според тях прабългарите са идентични или поне са част от хуните.
От 90-те години на 20 век се появяват редица български публикации, излагащи алтернативни хипотези за произхода на прабългарите. Според една от тях те са иранско племе, подчинено от хуните в Централна Азия и придвижило се заедно с тях на запад. Доказателства за тази теория са нови тълкувания на прабългарския календар, несъответствия на археологическите находки с по-старите исторически теории; спорни твърдения за семантични (смислови) и лингвистични съответствия между съвременния български език и иранските езици; както и антропологични анализи. В древния индийския епос Махабхарата е регистрирано името „балхики“ за жителите на античния град Балх. Това според икономиста Петър Добрев е било санскритското наименование на прабългарите, които обитавали Бактрия. Тази хипотеза няма сериозни поддръжници извън страната, а среща сериозен отпор и в България. Според проф. Раймонд Детрез иранската теория е популяризирана в резултат на антитурските настроения, зародили се в края на 20 век и има изразен националистически уклон. Той изтъква, че сериозните научни кръгове приемат за основна тезата за тюркския произход на прабългарите и езика им, а арийската хипотеза е недобре мотивирана от научна гледна точка.
Като заключение може да се каже, че произходът на прабългарите все още предстои да се доизяснява.

## Бит и култура
През I-II в. прабългарите се придвижват към Източна Европа и се установяват в земите на север от Кавказ. Там те влизат в контакт с местните сармато-алански племена от ирански произход, чиято култура и обществена уредба оказава известно влияние върху прабългарите. Прабългарите, подобно на хуните, имали обичай да прилагат изкуствена деформация на черепа на новородените деца, като пристягали главите им с ленена превръзка. Причините се коренят в желанието да се обособи отделно племе или определен (благороден) род. Това е често и проявление на своеобразни естетически представи. Към мъжката естетика може да се причисли и прическата с бръсната глава и кичур на темето. Подобна прическа (чумбас, айдар, чуб) е била характерна и за други номадски народи обитавали Великата степ през Средновековието.

### Селища
Поради оскъдността на писмени сведения за бита и социалния живот на прабългарите, те могат да бъдат характеризирани главно въз основа на резултатите от археологическите разкопки на техните местоживелища. Прабългарските селища са изграждани обикновено в степните и лесо-степните пространства край бреговете на реките. По-голяма част от тях били неукрепени, известен брой били оградени с ров и вал, а други представлявали дървени укрепления. По известни прабългарски селища в днешна България са селището върху късноантичната крепост при Балчик, до с. Кладенци, до с. Одърци, до с. Топола, на Големия остров до Дуранкулак, Плиска, Кабиюк и др. Доминиращият жилищен тип в прабългарските селища е полуземлянката, но са употребявани и юрти, от които трудно се откриват следи. Прабългарските землянки се отличават от славянските по заоблените ъгли и по-плиткото вкопаване в терена, а някои от тях имали огнище в средата, вместо глинобитна пещ в единия ъгъл.

### Поминък
Основен техен поминък било скотовъдството. Конското месо и кобилешкото мляко били употребявани за основна храна. Практикували също лов и риболов. Основни занаяти били: ковачество, дърводелство, кожарство, грънчарство и др. Основна единица в прабългарското общество била семейната община, която притежава общи пасища, станове и обща собственост върху стадата. По-висше звено на социалната им организация било племето. Прабългарите също така практикували земеделие и винарство. В техните селища се откриват сърпове, палешници за рала, черясла, мотики, косери и др. земеделски инструменти.

### Език
Липсата на достатъчен материал прави трудно класифицирането на езика на прабългарите. Традиционно се приема, че той е от групата на тюркските езици, като се обединява в подгрупа, наречена огурски езици, значително отличаваща се от останалите тюркски езици. Много от прабългарските думи, за които знаем, идват от именника на българските ханове. Тъй като прабългарският език се запазва векове по-дълго във Волжка България отколкото на Балканите, е запазена повече прабългарска лексика оттам. Това до голяма степен се дължи на факта, че във Волжка България започва да се използва арабската писменост още преди приемането на Исляма като официална религия, което позволява повече думи да се запишат и запазят с течение на времето.
Според пътеписите на ал-Истахри от 10 век, "езикът на българите прилича на езика на хазарите, а буртасите имат различен език, така както езикът на русите не е същият като езика на хазарите и буртасите", като арабският географ Ибн Хаукал от 10 век потвърждава приликите между прабългарският език и този на хазарите. Това потвърждава, че прабългарският език спада към огурската група.

### Религия
Тенгризмът традиционно се приема за основната прабългарска религия. Сред доказателствата за това е т. нар. колона от Мадара, чийто повреден надпис е разчетен като: Ому(ртаг от Бога) владетел беше (и направи жертвоприношения на бога) Тангра..., както и сборник на Германската академия на науките от 1866 г., в който се цитира османско-турски препис на средновековен арабски текст, който на свой ред се позовава на анонимен византийски сборник, където за върховен Бог на прабългарите е посочен Тангра. Османотурският ръкопис съдържа въпрос на византийски император Ираклий към бъдещия халиф Муавия: „Кои са светите имена на славния Бог на всички езици?“. Халифът му ги изброява на 13 езика, като уточнява: „В езика на българите (Божието име) е Тангра (bulghar dilinge tangry-dir)“.  Тенгризмът е тясно свързан с упражняването на редица тотемистки и шаманистки практики, за които има запазени прабългарски артефакти. Главно тотемно животно на рода Дуло е бил вълка, докато общи прабългарски тотеми били вълкът, кучето, конят, тигърът и др. Името Тангра (от тюрк. тенгри) в превод значи „небе“, т.е. небето при тангристите бивало обожествявано. От изворите е известно, че сред прабългарите бил разпространен и култа към небесните светила: слънцето, луната и звездите.
Прабългарските езически храмове са известни като капища и по план са сходни със зороастрийските храмове на огъня. За това в последно време се налага виждането, че прабългарската религия е включвала и култ към огъня. За върховен жрец бил смятан ханът, а прабългарските жреци се наричали колобри. В анонимната византийска хроника „Скриптор инцертус“ има свидетелства за човешки жертвоприношения в прабългарски езически ритуал, в който участва самият владетел при обсадата на Константинопол: „И Крум според обичая си принесъл в жертва, вън от Влахернската врата, много хора и добитък. След това нагазил с нозете си във водата на брега на морето, умил се, поръсил войниците си, които му се кланяли и възхвалявали.“

### Календар
Съществува хипотеза според която прабългарите използвали циклов календар, вероятно заимстван от китайците. За този календар се знае предимно от именника на българските ханове, чаталарския надпис и приписката на Тудор черноризец Доксов. Календарът съдържа 12 години, всяка от които съответства на дадено животно (мишка, вол, барс, заек, дракон, змия, кон, овца, маймуна, петел, куче и свиня).

### Погребателен ритуал
Характерни за прабългарите на Долния Дунав са биритуалните некрополи. В тях мъртвите са погребвани по два различни обичая – трупоизгаряне и трупополагане. При трупоизгарянето горелите кости се поставят в урна (най-често гърне) и урната се заравя в плитка яма. Понякога урната е оградена и покрита с тухли или плоски камъни. Съществуват и безурнови погребения. При трупополагането тялото е поставено в дълбока гробна яма с глава на север (ориентация север-юг) с леки отклонения на изток или на запад. Съществуват и гробове с ориентация запад и изток. Тялото обикновено е с изпънати отстрани ръце. В гроба били поставяни храни (в гърнета или стомни) и лични вещи (обеци, халки, огнива, рогчета, костени и метални амулети, а понякога оръжието (меч, лък, стрели) и коня на покойника. Изключително рядко се срещат колани с апликации. Разпространени са ритуали за обезвреждане на мъртвия.

## Прабългарите през 5 – 6 век
Прабългарите през 5-6 век са разделени на две големи групи – кутригури, западно от река Дон, и утигури, източно от нея. Според някои сведения първоначално те живеят заедно и се разделят през първата половина на 5 век. Първите по-надеждни сведения за прабългарите южно от Дунав са от 479 г., когато император Зенон се съюзява с кутригурите и те воюват в съюз с Източната Римска империя срещу остготите на Теодорих Велики под командването на Воденския управител Сабиниан.
От 493 нататък кутригурите водят многократни войни срещу Империята, като достигат до Илирия, Тесалия и Константинопол. Те участват и в походите на разбунтувалия се пълководец Виталиан (514 – 515 и 518 – 520). Контактите между Империята и кутригурите са разнопосочни – през 528 владетелят Грод приема християнството и се опитва да го наложи на сънародниците си, но без успех. Войните продължават до 540, когато настъпва известно затишие.
През 551 кутригурите отново нападат териториите на Империята. Византийците се споразумяват с владетеля на утигурите Сандилх, който напада незащитената територия на кутригурите и им нанася тежко поражение, а част от победените кутригури се заселват в Тракия. През 558 кутригурският владетел Заберган предприема нов поход към Константинопол, но се оттегля срещу паричен откуп.
Около 558 северно от Каспийско море се появяват бягащите от гьоктюрките авари (псевдо-авари) предвождани от Кандик, на които в началото на 60-те години се подчиняват утигурите. Няколко години по-късно в региона пристигат войските на тюркския военачалник Истеми. Не по-късно от 568 той подчиняват утигурите. Аварите с някои утигури бягат при кутригурите и Заберган ги приема като съюзници. Той оглавява аварите след смъртта на Кандик. След смъртта на Заберган, аварите се налагат над кутригурите с избора на Баян I. Баян I се обявява за каган на авари и прабългари. Голяма част от кутригурите се преселват заедно с аварите към Панония. Останалите утигури остават в рамките на Тюркския хаганат, но през 576 в него започва гражданска война и няколко години по-късно утигурските племена възстановяват независимостта си.

## Велика България
Останалите в Приазовието прабългари са покорени през 567 – 568 г. от Тюркския хаганат. В борбата за отхвърляне на тюркското надмощие особено активен е Гостун от рода Ерми. Тюркският натиск обединява прабългарските племена от земите край Азовско и Каспийско море. През 603 г. на Тюркския хаганат се разпада на Западен и Източен. Ядро на Западнотюркския хаганат са племената на десетте стрели, които някои свързват с оногурите. Десетте стрели са разделени на две общностни групи, между които съществува антагонизъм. На изток от река Чу се отделят 5 племена от съюза дулу, които част от изследователите свързват с рода Дуло, а на запад други пет нушиби. Между 630 и 651 двете групи водят ожесточена междуособна война за надмощие. През 632 г. племената водени от Кубрат от рода Дуло се обособяват с отделилите се от аварите кутригури и създават голям военно-племенен съюз. Византийските хронисти наричат това политическо обединение Стара Велика България. За кратко време тази България укрепва и влиза в орбитата на византийската политика в Северното Черноморие. Кубрат изпраща пратеници в двора на император Ираклий. Императорът дава на прабългарския владетел титлата патриций и му изпраща скъпи дарове.
Точните граници на Велика България трудно могат да бъдат установени. Съпоставени с археологическите проучвания се очертават следните граници: от река Днепър на запад до река Кубан на изток и от извора на река Донец до Азовско и Черно море на юг.
Кубрат е не само силна личност, но и голям авторитет за прабългарските племена. Най-вероятно идеята за българска държавност в нейния ранносредновековен вид се заражда при неговото управление.

## Разселване
Кубрат умира около 660 – 665 г., като завещава на своите синове да не се разделят, за да „не робуват на друг народ". След него в продължение на три години управлява най-големият му син – Безмер, когото византийските хронисти наричат Батбаян или Баян.
Хазарите притискат Велика България още при управлението на Кубрат. След смъртта му синовете му не спазват бащиния завет и се разделят. Най-големият – Батбаян, се подчинява на хазарите и започва да им плаща данък. Част от тези т.н. „черни прабългари“ се оттеглят във високите части на Кавказ и формират оцелелият и до днес балкарски народ обитаващ подножието на най-високия връх в Европа – Елбрус. Вторият син на Кубрат – Котраг, потегля на североизток и се заселва по средното течение на р. Волга. Тук поставя началото на т.нар. Волжко-Камска България. Тази България съществува до 30-те години на XIII в., когато е разгромена от татаро-монголското нашествие, а по-късно, през 16 век завладяна от Иван IV Грозни, (Велик княз Московски и т.н.), след което той започва да се титулува Цар Болгарский, титул запазен от руските царе до 1917 година.
Третият син – Аспарух през 70-те години на VII в. се заселва в т.нар. Онгъл (Оглос, Онглос) – земите около делтата на Дунава в днешна Румъния и днешна Бесарабия.
Прабългарите в Панония в средата на VI век са под властта на Аварския хаганат. След смъртта на Баян I, през 631 г. избухва междуособица за аварския престол между аварски и прабългарски кандидат, в която прабългарския претърпява поражение. Част от панонските прабългари, водени от Алцек се заселва в земите на баварците, подвластни по това време на франкския крал Дагоберт I, който по-късно нарежда те да бъдат избити. Оцеляват само около 300 души, които се заселват в Равенския екзархат в Северна Италия.
Около 80-те години на VII век остатъкът от панонските прабългари, начело с Кубер, въстават срещу аварите. На страната на прабългарите застават и част от пленниците, взети от аварите във войните с Византия. Вероятно затова Кубер и подвластните му племена се насочват на юг, към земите на Македония, в близост до днешния град Битоля. Кубер установява мирни отношения с Византия и се премества в околностите на Солун. Някои историци допускат, че заселването на Куберовите прабългари в Македония води до създаването на военно-племенен съюз с местните славянски племена, насочен срещу византийците.

## Прабългарите в Дунавска България

### Създаване на Дунавска България
Около 670 г. Аспарух преминава река Дунав с орда от около 30 000 – 50 000 прабългари. Вероятно част от хората му остават северно от реката, като щит срещу хазарите. През 680 г. прабългарите водят война с Византия, около делтата на р. Дунав. Предводителят на прабългарите Аспарух извоюва победа над император Константин IV, тогавашният глава на Византийската империя. След победата Империята сключва договор с Аспарух. Според този Договор прабългарите получават статут на федерати в по-голямата част от територията между Стара планина и р. Дунав заедно с населяващите я славянски племена и останалите там византийци. Не е изключено договорът да е включвал както други подобни договори и клауза за годишен „трибут“ – данък или субсидия от Империята за федерата, своеобразен откуп на мира между тях и лоялността му да брани границата от други нашественици. Различните учени дават различно тълкувание на тези факти и повечето определят договора с Византия от 681 г. като момент на създаване на Дунавска България.

### Прабългарите в Първата българска държава
По време на управлението на Крум (802-14) България се разраства на юг, населвайки територията на днешна София през 811 г. и днешен Одрин през 813 г. Крум побеждава император Никифор I в битката при Върбишкия проход и според преданието прави от черепа му обкована чаша. Достига до портите на Константинопол, но не успява да го завладее поради това, че умира. Крум въвежда много строги закони.
Княз Борис-Михаил (852 – 889) приема християнството за официална религия. Бунтът на някои боляри е смазан жестоко. Детронира и ослепява първородния си син княз Владимир Расате (889 – 893), заради опита му да върне езичеството. Княз Борис I предприема този ход, за да обедини жителите на страната си които по онова време имат коренно различни религии. На българите е разрешено да имат собствен архиепископ. Борис приема учениците на Кирил и Методий в България. Така новосъздадената азбука (глаголица) от братята Кирил и Методий идва в българските земи около 886 г. В началото на 10 век се разработва нова азбука, наречена кирилица, на основата на гръцката писменост и глаголицата.
По-късно Симеон I, синът на княз Борис I, приема титлата цар на българите и василевс (император) на българи и гърци. Времето на Симеон I е наречено Златен век на българската книжнина. Сам получил образованието си в Константинопол изгражда множество книжовни центрове из цяла България. Симеон I се превръща в сериозна заплаха за Византийската империя като след множество военни успехи си поставя за цел превземането на Константинопол. Приема се, че по времето на цар Петър (927 – 969) се претопяват и последните остатъци от прабългарите, като се образува един нов народ с българско самосъзнание, говорещ общ славянски език. През 997 г. умира във византийски плен цар Роман, последният владетел от прабългарската Крумова династия.

### Отношения между прабългарите и завареното население
Естеството на отношенията между прабългарите и заварените в териториите на Балканите народи е предмет на множество спекулации. На първо място, по това време Балканите не са били населявани само от славянски племена. Тук живеели потомци на готи, келти, римски и гръцки колонисти и други предславянски народи. В градските центрове обитавали остатъци от византийско население, съставено предимно от романизирани, елинизирани и християнизирани местни траки, гети и пеони. След заселването на славяните из целия Балкански полуостров, етническият облик на тези земи започва да се променя. Част от местното население е асимилирано от тях, докато друга част, главно романизирано население, се преселва в труднодостъпните планини, а трета част, предимно елинизирано население, се изселва на юг. Трябва да се подчертае, че ролята на завареното византийско, неславянско население при формиране на новата държава и до днес се подценява.
На територията на Малка Скития живеели северите, славянско племе. На запад от севераните, в земите на днешна Северна България живеели множество други славяни, останали в историята с названието седем славянски племена. Техните имена не са запазени. Славяни живеели и в Тракия (главно в Родопите) и в Македония (основно в Беломорската област). Не би могло да се говори за съюз между прабългари и славяни на равноправна основа, каквато е официалната историческа теза много години. Нито при аварите, нито при хазарите, нито при хуните преди това, нито при варягите след това е налице такова равноправие в отношенията им с другите народи от техните държави. Най-вероятното е, че срещу подчинението им и плащането на данъци българският владетел е позволил вътрешното самоуправление на завареното население, като го защитавал от външни нападения. Първоначално славяните не са били включвани в българската армия, а самоуправлението им най-вероятно е отнето при административната реформа на Крум. Има множество сведения за опити на засилване на властта на прабългарите върху славяните и за масови преселения на славяни във Византия. Най-значимите са отбелязани именно в средата на 8 век и при управлението на Омуртаг.
Славяните в Долна Мизия са по-многобройни от прабългарите, които се заселват основно в Малка Скития. От друга страна, както местното ромейско население, така и славяните непрекъснато увеличават дела си с приобщаването на нови византийски територии към България, като Горна Мизия, Македония и Тракия. Също така междуособиците между прабългарите вероятно редуцират и без това ограничения им брой. Това довежда до постепенното им претопяване в периода 7 - 10 век. Така през 10 век от останките от прабългари, славяните и завареното население се формират българите. Техният език се класифицира като южнославянски, а не като огурски, какъвто се предполага, че е бил езикът на прабългарите. Следва да се отбележи, че при българите днес се срещат предимно европейски антропологичните типове като средиземноморски, алпийски, динарски и нордически, но доста рядко се откриват монголоидни белези, за разлика от прабългарите, в чиито останки, макар и класифицирани главно като на европеиди, има по-често находки с проявени, източноазиатски морфологични белези.

## Цитирани източници
- Ангелов, Димитър. Образуване на българската народност.   София, Издателство „Наука и изкуство“, 1971.
- Добрев, Петър. Българските огнища на цивилизация на картата на Евразия.   Издателство „Тангра ТанНакРа“, 1998.
- Добрев, Петър. Непознатата древна България.   София, Издателство „Иван Вазов“, 2001. ISBN 9546041211.
- Георгиев, В. И. (ред.). Български етимологичен речник. Том I.   София, Издателство на Българската академия на науките, 1971.
- Гюзелев, Васил и др. История на средновековна България VII-XIV век, Том I.   София, Анубис, 2006.
- Златарски, Васил. История на Българската държава през Средните векове, т.1, ч.1. Второ фототипно издание.   София, Академично издателство „Марин Дринов“, 1994, [1918]. ISBN 954-430-298-0.
- Рашев, Рашо. Прабългарите през V-VII век.   София, Орбел, 2005. Племето прабългари е съставка от три етно-лингвистични групи: иранска, угорска и тюркска. Формирането му се извършило в рамките на Хунския племенен съюз преди 375 г., през II – IV в., когато то се обособило като самостоятелна етническа единица, различна от хуните. Симбиозата между трите групи се осъществила в степната и лесостепната област между Алтай и Урал, която може да се определи като тяхна индивидуална и обща прародина. Етногенетичният процес завършил през V – VI в. с присъединяване на ираноезично население от източноевропейските степи и на нови угорски групи от Азия. Обединяващото звено и през двата етапа вероятно е било тюркско. През VII в. под името „българи“ те се обединяват с други сродни по произход, бит, стопанство и език племена от степната зона на Източна Европа... Езикът на основната маса бил формиран на индоевропейска основа с тюркски елементи. Езикът и културните традиции на аристокрацията обаче са били тюркски и са се формирали под влияние на хунската и западнотюркската държавно-политическа традиция от V – началото на VII в.
- Brook, Kevin Alan. The Jews of Khazaria.   Rowman & Littlefield Publishers, 2006. ISBN 1442203021. Thus, the Bulgars were actually a tribal confederation of multiple Hunnic, Turkic, and Iranian groups mixed together (на английски)
- Fouracre, Paul et al. The New Cambridge Medieval History: c. 500-c. 700.   Cambridge University Press, 2005. ISBN 0521362911. (на английски)
- Fries, Lorenz et al. Tabula IX. Europae //  sanderusmaps.com.   sanderusmaps.com, 2016.  Архивиран от оригинала на 2019-03-02. Посетен на 1 февруари 2016. (на английски)
- Geary, Patrick J. The myth of nations: the medieval origins of Europe.   Princeton University Press, 2003. ISBN 0691114811. (на английски)
- Golden, Peter Benjamin. An introduction to the History of the Turkic peoples: ethnogenesis and state formation in medieval and early modern Eurasia and the Middle East.   Wiesbaden, Otto Harrassowitz, 1992. ISBN 9783447032742. [Pontic Bulgars] With their Avar and Türk political heritage, they assumed political leadership over an array of Turkic groups, Iranians and Finno-Ugric peoples, under the overlordship of the Khazars, whose vassals they remained... The Bulgars, whose Oguric ancestors... (на английски)
- McKitterick, Rosamond. The New Cambridge Medieval History.   Cambridge, Cambridge University Press, 1995. ISBN 9780521362924. The exact ethnic origins of the Danubian Bulgars is controversal. It is in any case most probable that they had enveloped groupings of diverse origins during their migration westwards across the Eurasian steppes, and they undoubtedly spoke a form of Turkic as their main language. The Bulgars long retained many of the customs, military tactics, titles and emblems of a nomadic people of the steppes. (на английски)
- Sophoulis, Panos. Byzantium and Bulgaria, 775 – 831.   BRILL, 2011. ISBN 9789004206960. (на английски)
- Whittow, Mark. The making of Byzantium, 600 – 1025.   University of California Press, 1996. ISBN 0520204972. (на английски)